# Reddyanus petrzelkai
Espèce
Synonymes
- Isometrus petrzelkai Kovařík, 2003

Reddyanus petrzelkai est une espèce de scorpions de la famille des Buthidae.

## Distribution
Cette espèce est endémique de la province de Đồng Nai au Viêt Nam.

## Description
Le mâle holotype mesure 47 mm et la femelle paratype 37,1 mm.

## Systématique et taxinomie
Cette espèce a été décrite sous le protonyme Isometrus petrzelkai par Kovařík en 2003. Elle est placée dans le genre Reddyanus par Kovařík, Lowe, Ranawana, Hoferek, Jayarathne, Plíšková et Šťáhlavský en 2016.
Isometrus hainanensis et Isometrus lao, placées en synonymie par Kovařík en 2013, ont été relevées de synonymie par Kovařík et Šťáhlavský en 2019, confirmé par Tang en 2025.

## Étymologie
Cette espèce est nommée en l'honneur de Karel Petrželka.

## Publication originale
- Kovařík, 2003 : « A review of the genus Isometrus Ehrenberg, 1828 (Scorpiones: Buthidae) with descriptions of four new species from Asia and Australia. » Euscorpius, no 10, p. 1-19 (texte intégral).